# Mainbrücke Himmelstadt
Die Mainbrücke Himmelstadt ist eine 147 Meter lange Straßenbrücke im unterfränkischen Himmelstadt, die den Main bei Kilometer 232,11 überspannt und die
Kreisstraße MSP 8 überführt.

## Baugeschichte
Zur Erschließung der 158 Hektar Gemeindefläche rechts des Mains betrieb Himmelstadt im 19. Jahrhundert eine Mainfähre. Im Jahr 1898 beschloss die Gemeinde für eine bessere verkehrliche Verbindung mit den Weinbergen und dem Bahnhof am rechten Mainufer, an der 1854 eröffneten Main-Spessart-Bahn, den Bau einer steinernen Brücke. Aus Kostengründen entschied sie sich 1906 für eine eiserne Konstruktion des Würzburger Unternehmens Noell & Co., ähnlich der Lengfurter Mainbrücke. Im Herbst 1906 begannen die Bauarbeiten. Die Unterbauten und Gründung errichtete das Würzburger Unternehmen J. E. Weber. Für die Erhebung des Brückenzolls entstand am linken Mainufer ein Brückenzollhaus aus hellem Sommerhäuser Muschelkalk. Am 12. Oktober 1907 wurde das Brückenbauwerk nach der Einweihung durch den Würzburger Bischof Ferdinand Schlör dem Verkehr übergeben. Die Brücke kostete 190.000 Mark zuzüglich 15.000 Mark für Grunderwerb, Bauleitung, Pfarrhaus- und Scheunenumbau.
Die beiden Pfeiler und Widerlager bestanden aus Randersacker Kalkstein und waren auf anstehendem Muschelkalkfelsen gegründet. Die 330 Tonnen schwere Eisenfachwerkkonstruktion mit unten liegender Fahrbahn überspannte mit drei Öffnungen und Stützweiten von 41,4 m in den Endfeldern sowie 64,4 m im Hauptfeld den Main. Die Gesamtstützweite zwischen den Widerlagern war 147,2 m. Die lichte Breite der Brückenfahrbahn betrug 6,0 m, 4,5 m breit war die mit Basalt beschotterte Fahrbahn und je 0,75 m breit waren die beidseitig erhöhten Fußwege. Die Fahrbahn lag 3,10 m über der Kote des Mainhochwassers von 1845.
Oberhalb der Brücke wurde Ende der 1930er Jahre die Himmelstadter Mainschleuse errichtet. Am 28. März 1945 gesprengte die Wehrmacht das Brückenbauwerk. Unmittelbar nach Kriegsende wurde mit dem Wiederaufbau durch die Gemeinde begonnen und am 1. Februar 1948 konnte die neue Brücke dem Verkehr übergeben werden. In der Übergangszeit wurde eine Fähre mit Elektromotor eingesetzt. Zum 1. Januar 1972 ging die Baulast der Mainbrücke im Zuge der Landkreisreform von der Gemeinde an den Landkreis Main-Spessart über.
Im September 1979 begann der Neubau eines Ersatzbauwerks. Die Pfeiler blieben stehen und der Überbau wurde abgebrochen. Es entstand eine 10,5 m breite Balkenbrücke mit zwei 3,5 m breiten Fahrstreifen und beidseitigen Gehwegen. Die dreifeldrige Stahlverbundkonstruktion, ein Plattenbalken mit zwei Längsträgern, kostete vier Millionen Deutsche Mark. Am 19. September 1981 war die Einweihung. Im Dezember 1983 wurde an der linksmainischen Brückenauffahrt ein Standbild des heiligen Burkard, ein Werk des Aschaffenburger Bildhauers Hermann Kröckel, aufgestellt. Bischof Burkard, erster Bischof von Würzburg, soll in Himmelstadt eine Burg besessen haben, den sogenannten Burkardstuhl.